# Макарье (Котельничский район)
Макарье — село в Котельничском районе Кировской области России. Административный центр Макарьевского сельского поселения.
Административный центр Макарьевского района (1929—1931 и 1935—1956 годах)

## Название
Основан как погост Макарьевский, к 1873 году — село Макарьевское, к 1926 — село Макарье.
По ойкониму названа Макарьевский район.

## География
Расположена в западной части области, в подзоне южной тайги, при автодороге регионального значения 33Н-081, на берегу реки Куринка примерно в 27 км кна север от райцентра города Котельнич.

## Климат
Климат характеризуется как континентальный, с продолжительной холодной многоснежной зимой и умеренно тёплым летом. Среднегодовая температура — 1,8 °C. Средняя температура воздуха самого холодного месяца (января) составляет −13,9 °C (абсолютный минимум — −46 °С); самого тёплого месяца (июля) — 17,9 °C (абсолютный максимум — 35 °С). Безморозный период длится в течение 114—122 дней. Годовое количество атмосферных осадков — 515 мм, из которых 365 мм выпадает в тёплый период года. Устойчивый снежный покров образуется в середине ноября и держится 160—170 дней

## История
Известно с 1678 года как погост Макарьевский с 4 дворами, в 1764 году проживало 13 жителей.
В 1929 году село возглавило Макарьевский район в составе Нижегородского края (1929—1931), в составе Кировского края (с 1936 — области) до 1956 года.

## Население
| 2010 |
| ---- |
| 1033 |

Постоянное население составляло 1216 человека (русские 98 %) в 2002 году, 1033 в 2010.

## Известные уроженцы, жители
- Болденков, Юрий Васильевич (род. 1945) — советский и российский композитор, преподаватель музыки.

## Инфраструктура
Личное подсобное хозяйство с зоной сельскохозяйственного использования, индивидуальная застройка усадебного типа. В 1873 году проживало в селе Макарьевском дворов 7 и жителей 42, в 1905 9 и 28, в 1926 — 71 и 115, в 1950 418 и 1241, в 1989 проживал 1481 человек
Макарьевская участковая больница. МКОУ ООШ с. Макарье

## Транспорт
Автобусное сообщение с райцентром. Остановка общественного транспорта «Макарье».